# Fülöp (ellenpápa)
Fülöp (Philippus), (? – 769. július 31.) lépett fel Szent Péter trónjának követelőjeként 11.-ként a történelem folyamán. Valójában csak egyetlen napig viselhette álhivatalát. A katonai párt jelöltje, II. Konstantin ellen nevezték ki pápává.
Életéről, származásáról szinte semmit nem tudni. A római San Vito-templom káplánja volt, amikor 767 nyarán meghalt I. Pál pápa, és a pápaválasztó zsinaton a viták eredményeként a katonák egy csoportja II. Konstantint választotta meg egyházfőnek. Kristóf, a pápai hivatal egykori kancellárja a longobárdokat hívta segítségül, hogy eltávolítsák a jogtalanul megválasztott Konstantint a pápai trónról. Waldipert, Desiderius longobárd király követe harcba szállt az ellenpápával, és a várost dúló csaták során végül 768 júliusában sikerült lemondatni Konstantint.
Ekkor Waldipert önkényesen kijelölte Philippust a keresztény egyház fejének 768. július 31-én, de a klérus, és azon belül Kristóf hevesen ellenezte a döntését. Így még aznap meg is fosztották a pápai tróntól Philippust, aki ezután visszatért kolostorába. A pápaválasztó zsinat végül III. (IV.) István választotta meg a Szentszék élére.